# María Dalbaicín
María Dalbaicín (née le 23 décembre 1902 à Madrid et morte le 11 août 1931  à Passy, Haute-Savoie) est une danseuse espagnole de flamenco devenue actrice, qui tourna dans des films français et allemands à partir du milieu des années 1920. 

## Biographie
Née à Madrid en 1902, María Dalbaicín commence sa carrière très jeune sous le surnom de La Faraona puis de Maria Imperio. En 1915, elle danse sur la première représentation de l'Amour sorcier avec Pastora Imperio. Elle acquiert une certaine notoriété dans les années suivantes après avoir joué dans les ballets russes de Diaghilev. Puis, à partir de 1925, elle se reconvertit dans le cinéma où elle se retrouve en tête d'affiche de quelques films français comme Mylord l'Arsouille, L'espionne aux yeux noirs et, surtout La grande amie. L'été 1931, elle part se soigner une toux persistante et des difficultés pour respirer dans les Alpes à proximité du Mont Blanc. Elle meurt en 1931 dans un chalet à Passy (Haute-Savoie).
María Dalbaicín a grandi dans une famille de gitans et sa mère Agustina Escudero Heredia est surnommée la reine des gitanes. Elle est la grande sœur du danseur Miguel Albaicín (1913-1999) et de l'acteur et matador Rafael Albaicín (1919-1981). Connue également sous le nom de María d'Albaicín ou parfois même de María Albaicín, elle est fréquemment confondue avec sa nièce María Albaicín (née en 1943) (fille de Rafael Albaicín), elle aussi danseuse de flamenco et actrice dans les années 1960. Promise dès sa naissance à un gitan, ses fiançailles avec l'acteur Aimé Simon-Girard lui vaut la malédiction de sa famille. Elle tombe malade, se marie avec l'acteur français le 6 août 1931 à Passy et meurt 5 jours plus tard dans cette même commune.

## Filmographie
- 1925 : Surcouf de Luitz-Morat - Madiana
- 1925 : Mylord l'Arsouille de René Leprince - Maria Bénarès
- 1926 : L'espionne aux yeux noirs de Henri Desfontaines - La Kowa
- 1927 : La grande amie de Max de Rieux - Alberte Hamster
- 1927 : Valencia de Jaap Speyer - Valencia, Blumenverkäuferin
- 1930 : El embrujo de Sevilla de Benito Perojo
- 1931 : Gassenhauer de Lupu Pick - Taenzerin
- 1931 : Les Quatre Vagabonds de Lupu Pick - Nadia